# Janusz Majewski
Janusz Marian Majewski, ps. „Patrick G. Clark”, „G.J. Sandbarmay” (ur. 5 sierpnia 1931 we Lwowie, zm. 10 stycznia 2024 w Warszawie) – polski reżyser filmowy, dramatopisarz, pisarz, scenarzysta, w latach 1969–1991 wykładowca w Państwowej Wyższej Szkole Filmowej w Łodzi, w latach 2012–2024 rektor Warszawskiej Szkoły Filmowej.
Znany był przede wszystkim z kina gatunkowego utrzymanego w estetyce retro. Zasłynął filmami takimi jak Awatar, czyli zamiana dusz (1965), Sublokator (1966), Zazdrość i medycyna (1973), Zaklęte rewiry (1975), Sprawa Gorgonowej (1977), Lekcja martwego języka (1979), C.K. Dezerterzy (1985). Realizował też seriale historyczne, np. Królową Bonę (1980). Laureat licznych nagród i wyróżnień, m.in. nagród FIPRESCI (1966, 1967) za Awatara i Sublokatora, nagrody za reżyserię Zaklętych rewirów na Międzynarodowym Festiwalu Filmowym w Panamie (1977) oraz Platynowych Lwów za całokształt twórczości na Festiwalu Polskich Filmów Fabularnych. W 2009 odznaczony Złotym Medalem „Zasłużony Kulturze Gloria Artis”, w 2013 – Krzyżem Komandorskim Orderu Odrodzenia Polski.

## Życiorys

### Młodość i wykształcenie
Urodził się 5 sierpnia 1931 we Lwowie jako syn Tadeusza (pracownika administracji) i Marii; miał też młodszą siostrę Zofię. Przed wybuchem II wojny światowej rodzina Majewskich mieszkała w kamienicy przy ul. Pochyłej. Już we Lwowie fascynował się sztuką filmową, oglądając disnejowską Królewnę Śnieżkę i siedmiu krasnoludków (1938). Wybuch wojny przerwał już praktykowany przez Majewskiego zwyczaj chodzenia do kina, co zrekompensował on sobie, tworząc wraz z kuzynem prymitywny projektor, na którym obaj wyświetlali pocięte kartki książeczki z Przygodami Koziołka Matołka Kornela Makuszyńskiego.
W 1944 rodzina Majewskich ewakuowała się ze Lwowa, gdyż już wtedy naziści rozpoczęli intensywne aresztowania żołnierzy Armii Krajowej, do której Tadeusz Majewski należał. Ukrywali się do końca wojny w Pantalowicach pod Przeworskiem, u proboszcza, wuja Marii Majewskiej.
Zdawszy maturę, pod wpływem fascynacji fotografią, zamierzał zapisać się do Państwowej Wyższej Szkoły Filmowej w Łodzi, ale spotkał się z odmową rodziców. Podjął więc studia z architektury na Politechnice Krakowskiej, ukończone w 1955. Jego praca dyplomowa była poświęcona projektowi wytwórni filmów fabularnych, przy konsultacji z wykładowcą łódzkiej szkoły filmowej, operatorem Stanisławem Wohlem. Za namową Wohla ostatecznie zapisał się na wydział operatorski, kończąc studia w 1958. Poznawszy na fali odwilży popaździernikowej twórczość literacką takich pisarzy jak Franz Kafka, Bruno Schulz i Witold Gombrowicz, podjął następnie studia na Wydziale Reżyserii, ukończone w 1961. Jego debiutanckim filmem była groteskowa etiuda studencka Rondo (1958), z udziałem Sławomira Mrożka i Stefana Szlachtycza.

### Kariera filmowa

#### Lata 60. XX wieku
Po ukończeniu łódzkiej szkoły filmowej zatrudnił się w Wytwórni Filmów Dokumentalnych, gdzie zdobył uznanie za film Róża (1962) wspominający Zagładę Żydów oraz przełomowy dokument Album Fleischera (1962), relacjonujący II wojnę światową z perspektywy niemieckiego okupanta. W kolejnym swym filmie, Pojedynku (1964), ukazywał walkę dwóch sportowców, kulomiotów Davida Davisa i Alfreda Sosgórnika.

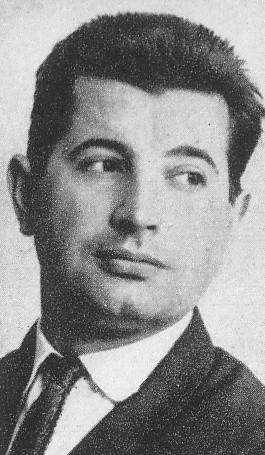
Janusz Majewski w latach 60.

Jego pierwszym filmem fabularnym był telewizyjny Awatar, czyli zamiana dusz (1964) na podstawie prozy Théophile’a Gautiera, mieszającej wątek nieszczęśliwej miłości z tajemniczą wizytą przybysza z Indii. Po latach Joanna Wojnicka komentowała: „Kameralność i ograniczone środki realizatorskie [Majewski] zrekompensował komediowym tonem całości oraz pysznym aktorstwem (zwłaszcza Gustawa Holoubka)”. Awatar był początkiem cyklu telewizyjnego Opowieści niezwykłych, w ramach którego Majewski zrealizował m.in. Błękitny pokój (1965) według Prospera Meriméego, Ja gorę (1967) według Henryka Rzewuskiego, Wenus z Ille (1967) ponownie na podstawie Meriméego.
Uznanie przyniósł mu już pełnometrażowy debiut fabularny, Sublokator (1966). Była to opowieść o intelektualiście (Jan Machulski), który wprowadza się do wilii pod Warszawą, gdzie stopniowo ubezwłasnowolnia się pod wpływem trzech kobiet z różnych pokoleń: przedwojennej „reakcjonistki” (Barbara Ludwiżanka), zaangażowanej komunistki (Katarzyna Łaniewska) i nastolatki (Magdalena Zawadzka). Majewski wyjaśniał sens filmu, traktując go jako analizę socjologiczną: „Istnieje w społeczeństwie pokolenie, które nie zdążyło wziąć udziału w wojnie, nie chciało uczestniczyć w rewolucji społecznej i nie potrafi porozumieć się z nową, wstępującą, bezideową generacją. […] Rozczarowani po fiasku październikowej odwilży, pozbawieni złudzeń i apatyczni”. Sublokator otrzymał m.in. nagrodę FIPRESCI na Międzynarodowym Festiwalu Filmowym w Mannheim oraz trzy wyróżnienia na Międzynarodowym Festiwalu Filmowym w Panamie. Wpływowy krytyk amerykański Roger Ebert określił Sublokatora mianem jednej z najzabawniejszych komedii, jakie kiedykolwiek obejrzał.
Następnie na kanwie powieści Krzysztofa Kąkolewskiego, już wówczas doświadczonego reportażysty, Majewski nakręcił kryminał Zbrodniarz, który ukradł zbrodnię (1969). Jego bohaterem jest kapitan Milicji Obywatelskiej (Zygmunt Hübner), który przeczuwa, że oskarżony w sprawie zabójstwa przywłaszczył sobie winę za cudzy czyn. Film został dobrze przyjęty przez krytyków, a po latach krytyk Piotr Śmiałowski wskazywał dzieło Majewskiego jako przełomowy „kryminał z prawdziwego zdarzenia”, którego potencjał gatunkowy w polskiej kinematografii nie został później wykorzystany.

#### Lata 70. XX wieku
Kolejny film Majewskiego, Lokis (1970), ponownie był adaptacją Mériméego. Tym razem reżyser opowiedział na poły fantastyczną historię mężczyzny, który przeistacza się w niedźwiedzia. Tytuł filmu wziął się od litewskiego określenia niedźwiedzia. Od momentu powstania Lokisa Majewski stopniowo zwracał się w stronę poetyki kina retro, której ironicznym manifestem była Zazdrość i medycyna (1973) na podstawie powieści Michała Choromańskiego. Adaptację powieści zlecił Majewskiemu jego mentor Antoni Bohdziewicz, który niedługo potem zmarł. Zazdrość i medycynę traktowano jako pastisz kina dwudziestolecia międzywojennego, dla którego studium zazdrości małżeńskiej było pretekstem. W filmie wyświetlana jest operetka filmowa Manewry miłosne Jana Nowiny-Przybylskiego i Konrada Toma, pojawia się też cytat z piosenki Henryka Warsa Powróćmy jak za dawnych lat.
Za najwybitniejsze dzieło Majewskiego utrzymane w konwencji kina retro uchodzą Zaklęte rewiry (1975) na podstawie Henryka Worcella, koprodukcja polsko-czechosłowacka o chłopaku (Marek Kondrat), który boleśnie pnie się po szczeblach kariery kelnerskiej, lecz w porę zauważa, że toksyczne otoczenie krakowskiego Grand Hotelu go demoralizuje. Na potrzeby filmu krakowski Grand Hotel udawała restauracja Obecni Dum w Pradze; zdjęcia zrealizował Miroslav Ondřiček. Majewski uznawał Zaklęte rewiry za swój najlepszy film: „Jest w nim sporo humoru, a jednocześnie problem wyboru drogi i opowieść o odrzuceniu rzeczywistości, w której panują korupcja i obłuda”. Problematykę społeczną przefiltrowaną przez kino retro podjął także w Sprawie Gorgonowej (1977), dramacie sądowym rekonstruującym historię autentycznego morderstwa młodej dziewczyny, o które w poszlakowym śledztwie oskarżono opiekunkę denatki, Ritę Gorgonową (Ewa Dałkowska).
W 1979 nakręcił Lekcję martwego języka, rozgrywającą się podczas I wojny światowej adaptację prozy Andrzeja Kuśniewicza. Bohaterem filmu był chory na gruźlicę porucznik, który zostaje przesunięty na zaplecze frontu do miasteczka w Galicji. Film za pomocą losów jednostki ukazywał rozkład monarchii austro-węgierskiej. Film został zignorowany przez publiczność, do tego zupełnie pominięto go na Festiwalu Polskich Filmów Fabularnych ze względu na możliwe protesty Ukraińców.

#### Lata 80. XX wieku
W 1980 podjął się realizacji serialu historycznego Królowa Bona, poświęconego życiu Bony Sforzy, żony króla Zygmunta I Starego. Królowa Bona była wielkim przedsięwzięciem, o budżecie szacowanym na 60 milionów złotych, w dużej mierze ze względu na propagandową wymowę serialu (nawoływanie do pozbawionej anarchii, silnej władzy w dobie strajków solidarnościowych, a także antyniemiecki wydźwięk). Serial zebrał wielomilionową widownię, a jego sukces Majewski wykorzystał, montując w 1982 film fabularny Epitafium dla Barbary Radziwiłłówny, gdzie przedstawił historię miłości Zygmunta II Augusta i Barbary Radziwiłłówny.
Słona róża (1982), kolejna koprodukcja polsko-czechosłowacka, powstała na kanwie powieści działacza komunistycznego Ryszarda Frelka. Upolityczniona historia romansu kombatanta w hiszpańskiej wojnie domowej i czeskiej Żydówki w interpretacji Majewskiego została pozbawiona propagandowego wydźwięku i zbliżona stylistycznie do filmów BiIly’ego Wildera.
Największy sukces frekwencyjny (około 7,5 miliona widzów) odniósł za sprawą komedii C.K. Dezerterzy (1985) na kanwie powieści Kazimierza Sejdy, gdzie przedstawił losy cwaniaków w szeregach armii cesarsko-królewskiej Austro-Węgier, którzy dworują sobie z koszarowego drylu wojskowego. Majewski zauważał, że sukces filmu mógł wynikać z jednoznacznych skojarzeń, jakie nasuwały się widowni w związku ze stanem wojennym w Polsce, co uczyniło film kultowym „manifestem anarchizmu”.
W drugiej połowie lat 80. XX wieku Majewski spowolnił tempo pracy w charakterze reżysera filmowego. Skupił się na realizacji filmów telewizyjnych i teatralnych. Zrealizował w 1985 Mrzonkę na podstawie opowiadania Antoniego Słonimskiego Jak to było naprawdę, a także cykl telewizyjny Temida.  

#### Twórczość po transformacji ustrojowej
Po filmie Czarny wąwóz (1989) nie był w stanie odnaleźć się w Polsce epoki transformacji ustrojowej; zajął się reżyserią skromnych widowisk takich jak Napoleon (1990), Skok (1993, nowela filmu zbiorowego Do widzenia wczoraj), Diabelska edukacja (1994), Bar „Atlantic” (1996) i Siedlisko (1998). Próbą powrotu do twórczości kinowej była komedia Złoto dezerterów (1998), kontynuacja losów bohaterów C.K. Dezerterów, osadzona tym razem w realiach II wojny światowej. Złoto dezerterów zostało jednak negatywnie przyjęte przez krytyków; Barbara Hollender z „Rzeczypospolitej” pisała o „jednym z największych rozczarowań ostatniego sezonu”. 

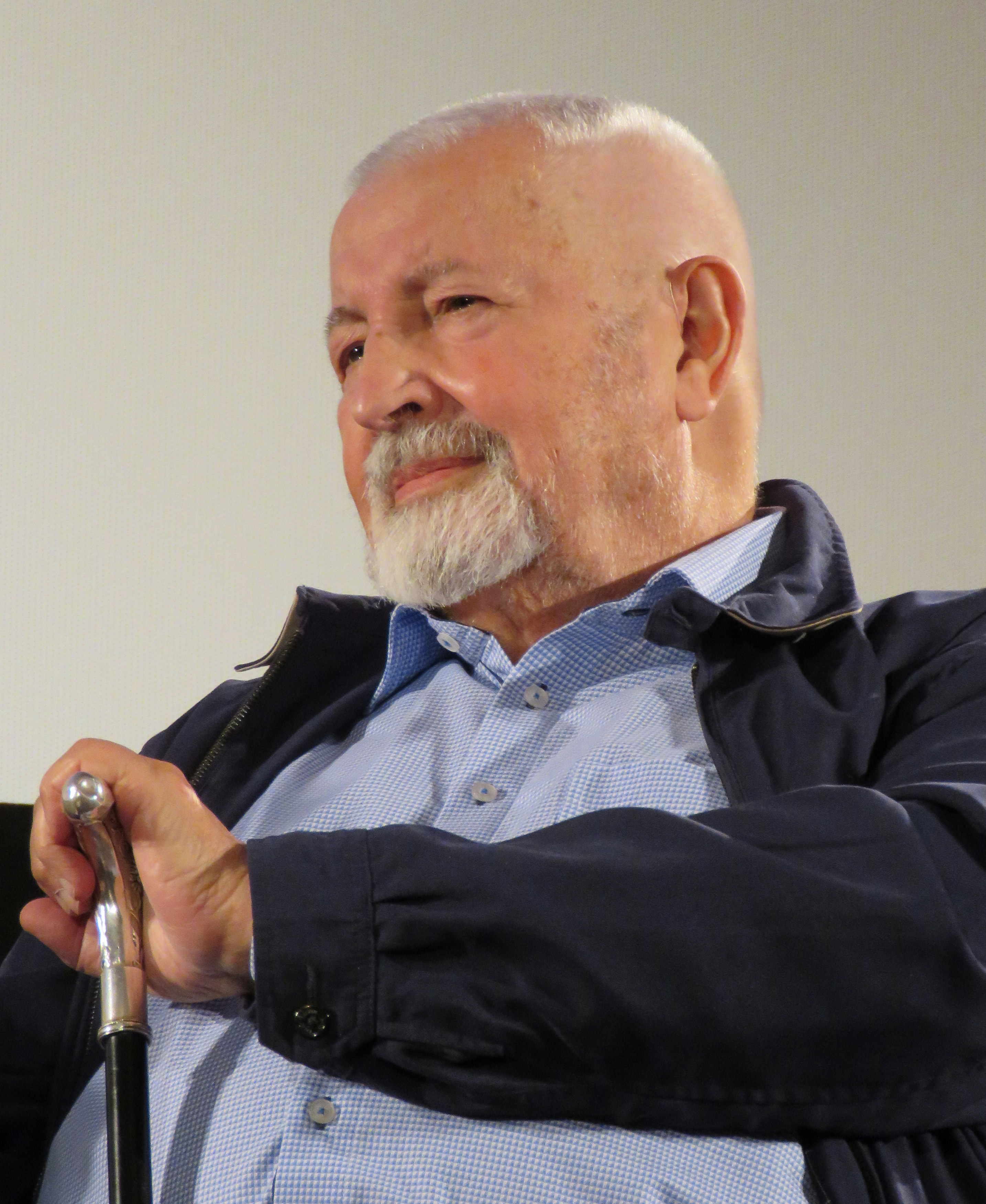
Janusz Majewski – Warszawa, 13 listopada 2023

Filmem Po sezonie (2005), z udziałem m.in. Magdaleny Cieleckiej i Leona Niemczyka, Majewski planował zakończyć karierę. Ostatecznie jednak zdecydował się na kolejne przedsięwzięcie. Mała matura 1947 (2010), autobiograficzna opowieść o własnym dojrzewaniu w okresie instalowania rządów komunistycznych na ziemiach polskich i narodzin polskiej odmiany stalinizmu. Na Festiwalu Polskich Filmów Fabularnych Mała matura zapewniła Majewskiemu Nagrodę Specjalną, ale spotkała się z chłodnymi recenzjami krytyków. Malwina Grochowska z portalu Filmweb twierdziła, że „jest to film idealnie nijaki. Majewski bierze nas za rękę i niczym dobrotliwy, starszy już wujek oprowadza po fotoplastikonie z obrazkami ze swojej młodości”.
W 2015 ukończył film Excentrycy, czyli po słonecznej stronie ulicy, gdzie Maciej Stuhr wcielił się w rolę jazzmana, który pod koniec lat 50. zaraża zachodnią muzyką społeczność prowincjonalnego Ciechocinka. Krytycy przyjęli film pozytywnie: Łukasz Maciejewski pisał dla portalu Dziennik.pl, że reżyser „wykazał się intuicją i warsztatowym opanowaniem”. Ostatni film fabularny w dorobku Majewskiego, osadzony w realiach niemieckiej okupacji kryminał Czarny mercedes (2019) nie miał tyle szczęścia, zbierając negatywne recenzje.

### Działalność okołofilmowa
W latach 1969–1991 wykładał w Państwowej Wyższej Szkole Filmowej w Łodzi. Jego studentami byli m.in.: Feliks Falk, Andrzej Barański, Filip Bajon i Juliusz Machulski.
W latach 1983–1990 przez dwie kadencje był prezesem Zarządu Głównego Stowarzyszenia Filmowców Polskich; kandydaturę zaproponowała mu część ówczesnego środowiska filmowego, przy aprobacie I sekretarza PZPR Wojciecha Jaruzelskiego. Już na pierwszym spotkaniu SFP skrytykował władze komunistyczne za narzucanie cenzury, przez co stosunki między Stowarzyszeniem a rządem szybko stały się napięte. Podczas dwóch kadencji nawiązał kontakty z analogicznymi stowarzyszeniami w Finlandii, Danii i Norwegii. Okres prezesury niechętnie wspominał jako „codzienne użeranie się z władzą” i odmówił przedłużenia swoich rządów na trzecią kadencję. W latach 1987–1991 był członkiem Komitetu Kinematografii. Od 2006 był honorowym prezesem SFP. W 2012 został wybrany na rektora Warszawskiej Szkoły Filmowej, który to urząd sprawował do śmierci.

### Działalność teatralna
Pod pseudonimem Patrick G. Clark napisał czarną komedię Upiór w kuchni, którą dwukrotnie reżyserował dla Teatru Telewizji – w 1976 i 1993. Oprócz niej Majewski wyreżyserował także telewizyjne spektakle na podstawie innych tekstów literackich: Czarną suknię (1961) Stanisława Wygodzkiego, Spotkanie w ciemności (1963) Haliny Auderskiej, Haftowane osty (1967) Yasushiego Inoue, własną sztukę Santa Claus (1968), Kłótnię (1969) Nikołaja Gogola, Upadek (1970) Alberta Camusa, Krzesło w szczerym polu (1970) Maurice’a Cury, Tristana 1946 (1971) Marii Kuncewiczowej, Urywki swego losu (1972) Zofii Nałkowskiej, Wspólniczkę (1973) Jacques’a Remy i Louisa Thomasa, Dziewięć lat (1976) Jerzego Szaniawskiego, Wielki kawałek tortu w… (1978) Catherine Arley, Szaleństwo (1978) Charles’a de Peyret-Chappuis’a, Ptaka, który może zginąć (1978) Philipa Levene’a, Anatomię morderstwa (1982) Winera Elihu, Mizantropa (1984) Molière’a, Napoleona V.S.O.P. (1988) Jiřiego Hubača, Dwóch panów B. (1989) Mariana Hemara, Ustępliwego kochanka (1993) Grahama Greene’a, Manhattan Pokera (1994) Neila Simona, Kłopoty wdowy (1994) Anthony’ego Shaffera, Pustą kołyskę (1995) Leslie Sands, Trio o zmierzchu (1995) Noëla Cowarda, Pierwiastek z minus jeden (1995) Hemara, Pacjentkę, Pułapkę na szczury i Popołudnie na plaży (wszystkie 1996) Agathy Christie, Ciemno i Mikiego (1996) Marka Rębacza, Zabawę w morderstwo (1996) Constance Cox, Podróż do Wenecji (1997) Bjørg Vik, I Bogu dzięki (2002) Michała Komara, Siłę komiczną (2003) Alana Ayckbourna i Dar z nieba (2008) tego samego twórcy.
Wystawił też dwie sztuki teatralne: Złodzieja (2001) według Erica Chappella i Szczególną propozycję (2004) według Pierre’a Sauvila.
W roku 2018 w Teatrze Polskiego Radia miała miejsce premiera słuchowiska "Glacier Express", na podstawie powieści Janusza Majewskiego, w adaptacji i reżyserii Jakuba Cumana. 

### Działalność polityczna
Został członkiem honorowego komitetu poparcia Bronisława Komorowskiego przed przyspieszonymi wyborami prezydenckimi 2010 oraz przed wyborami prezydenckimi w Polsce w 2015.

### Życie prywatne i śmierć

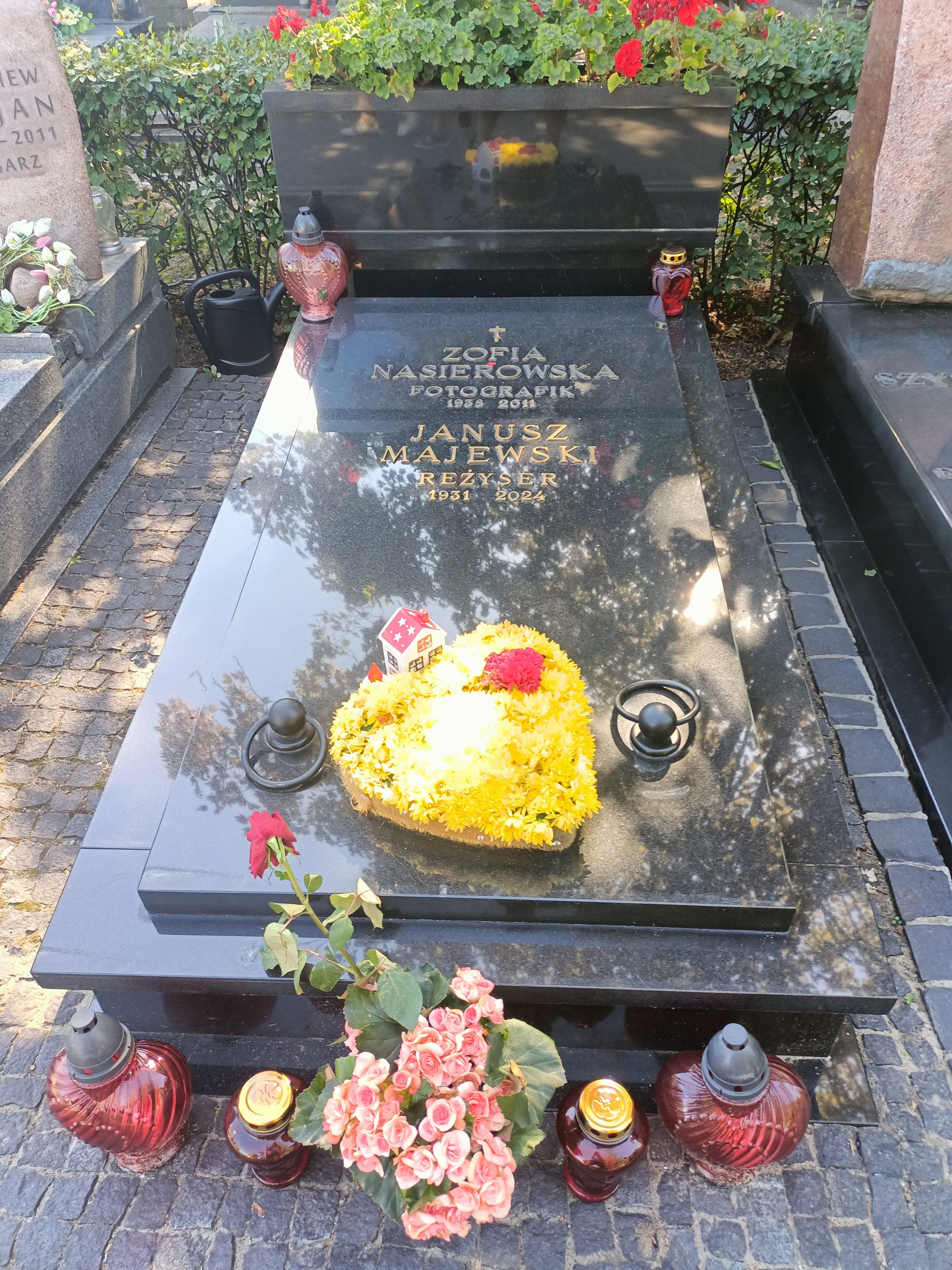
Grób reżysera Janusza Majewskiego na cmentarzu Wojskowym na Powązkach

Jego żoną była fotografka Zofia Nasierowska, z którą zawarł związek małżeński w 1960. Ich związek trwał nieprzerwanie do 2011, kiedy Nasierowska zmarła; ich małżeństwo znajomi opisywali jako bezkonfliktowe. Przez wiele lat razem mieszkali we wsi Łaśmiady pod Ełkiem. Miał dwoje dzieci: Annę Klarę (pisarkę) i Pawła. Był teściem Cezarego Stypułkowskiego i (w latach 2008–2022) Soni Bohosiewicz. Utrzymywał serdeczną przyjaźń z Romanem Polańskim, którego poznał jeszcze na studiach w Łodzi. Miał opinię dżentelmena, erudyty oraz miłośnika książek.
Zmarł 10 stycznia 2024, pochowany 18 stycznia 2024 na cmentarzu Wojskowym na Powązkach w Warszawie (kwatera D 31-TUJE-3).

## Styl filmowy

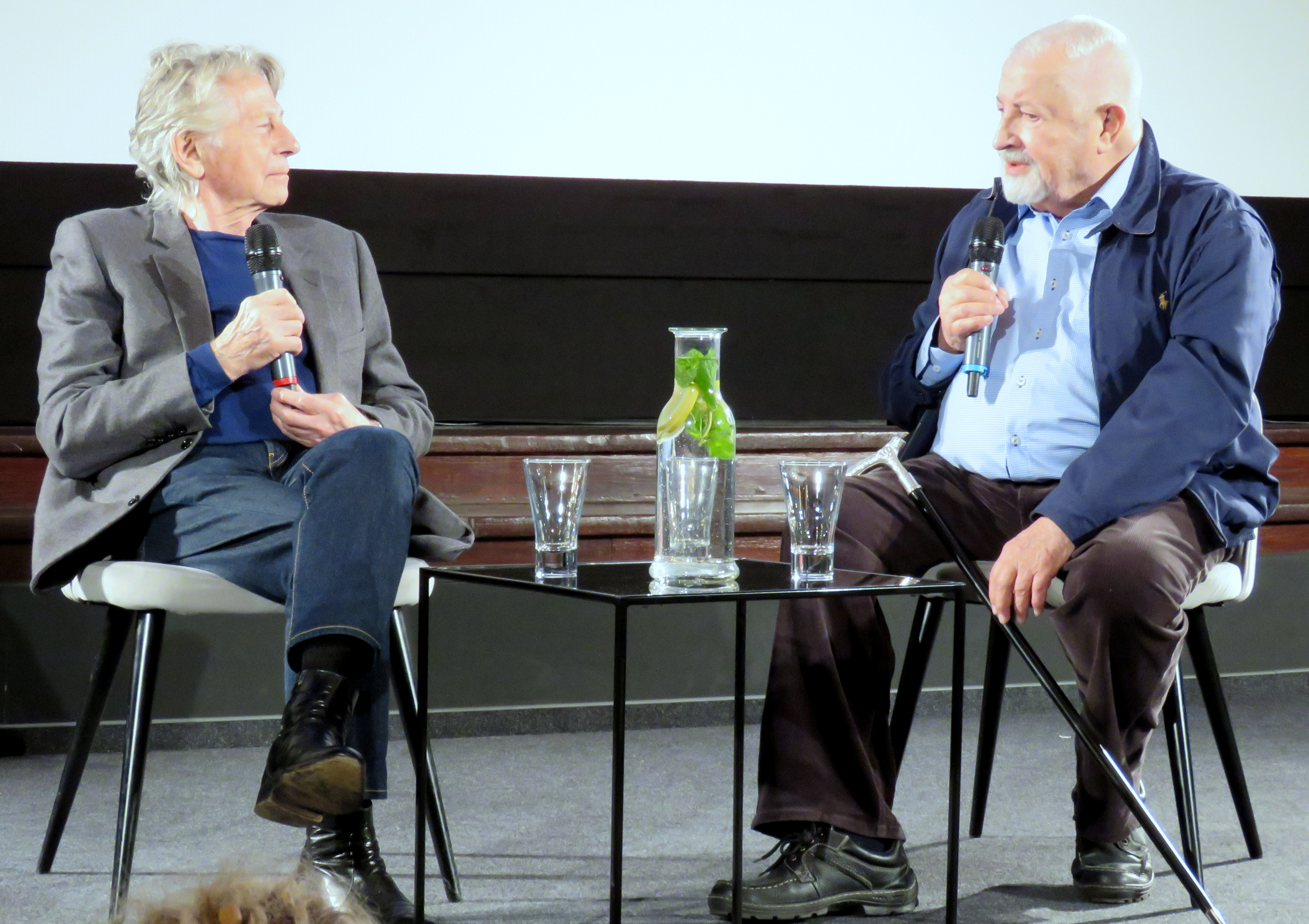
Janusz Majewski w rozmowie z Romanem Polańskim – Warszawa, 13 listopada 2023

Joanna Wojnicka klasyfikowała twórczość Majewskiego do eskapistycznego nurtu w kinematografii polskiej. Nie dezawuowała jednak jego twórczości, uznając go za sprawnego adaptatora dzieł literackich:
Majewski jest reżyserem świadomym konwencji literackich i nierzadko (choć nie zawsze) proponuje widzom zabawę filmową, która polega na częściowym odsłanianiu literackiego, a więc sztucznego (w tym przypadku także konwencjonalnego) sposobu istnienia stworzonego przez siebie kinowego świata. Bywa zatem tak, że adaptacje Majewskiego jawnie odsyłają do literatury, nie ukrywają swoich prawdziwych źródeł i ostentacyjnie wskazują na pierwowzór.
Wojnicka dodawała, że reżyser często dąży ku estetyzmowi, uciekając się przy tym do pastiszu (szczególnie w przypadku Zazdrości i medycyny). Piotr Kletowski nie podzielał tej opinii, podkreślając hiperrealizm dzieł Majewskiego (starannie odtwarzających dawną rzeczywistość Polski), ale i dowodząc, że reżyser stale nawiązywał do rzeczywistości pod pozorem kostiumu historycznego. Przykładem są Zaklęte rewiry, w których zdaniem Kletowskiego można upatrywać podobieństw do kina moralnego niepokoju:
świat przedwojennej restauracji, w której panuje zwierzęce prawo silniejszego, nie respektuje się praw jednostki (pozornie) najważniejsze jest dobro i wydajność systemu (de facto tworzonego przez myślących jedynie o własnym interesie łotrów) staje się zakamuflowanym, ale przecież nadto czytelnym obrazem Polski czasów gierkowskiego PRL-u.

## Filmografia
Źródło: Filmpolski.pl

- 1962: Album Fleischera
- 1962: Szpital
- 1964: Docent H.
- 1964: „Awatar”, czyli zamiana dusz (na podstawie opowiadania Teofila Gautiera pt. Awatar)
- 1965: Błękitny pokój (na podstawie opowiadania Prospera Meriméego pod tym samym tytułem)
- 1965: Pierwszy pawilon
- 1966: Sublokator (debiut pełnometrażowy)
- 1967: Czarna suknia (na podstawie opowiadania Stanisława Wygodzkiego pod tym samym tytułem)
- 1967: Ja gorę! (cykl Opowieści niezwykłe)
- 1967: Wenus z Ille (na podstawie opowiadania Prospera Meriméego pt. Wenus z Ille)
- 1969: Urząd (na podstawie powieści Tadeusza Brezy pod tym samym tytułem)
- 1969: Zbrodniarz, który ukradł zbrodnię (na podstawie powieści Krzysztofa Kąkolewskiego pod tym samym tytułem)
- 1970: Lokis. Rękopis profesora Wittembacha (na podstawie noweli Prospera Meriméego pod tym samym tytułem)
- 1971: Okno zabite deskami (cykl Klasyka światowa)
- 1971: Markheim
- 1971: System
- 1973: Stracona noc (na podstawie opowiadania Jarosława Iwaszkiewicza pod tym samym tytułem)
- 1973: Zazdrość i medycyna (według powieści Michała Choromańskiego pod tym samym tytułem)
- 1975: Zaklęte rewiry (według powieści Henryka Worcella pod tym samym tytułem)
- 1976: Upiór w kuchni (cykl Teatr Sensacji „Kobra”[a])
- 1977: Sprawa Gorgonowej
- 1979: Lekcja martwego języka (na podstawie powieści Andrzeja Kuśniewicza pod tym samym tytułem)
- 1980: Królowa Bona
- 1982: Słona róża (na motywach opowiadania Ryszarda Frelka pod tym samym tytułem)
- 1982: Epitafium dla Barbary Radziwiłłówny (kinowa wersja serialu Królowa Bona)
- 1985: C.K. Dezerterzy (na podstawie powieści Kazimierza Sejdy pod tytułem C.K. Dezerterzy)
- 1985: Mrzonka (na podstawie opowiadania Antoniego Słonimskiego pt. Jak to było naprawdę)
- 1989: Czarny wąwóz
- 1993: Do widzenia wczoraj
- 1993: Upiór w kuchni (cykl Teatr Sensacji „Kobra”[a])
- 1995: Diabelska edukacja
- 1996: Bar Atlantic
- 1998: Siedlisko
- 1998: Złoto dezerterów
- 2005: Po sezonie
- 2006: Miłość w przejściu podziemnym (cykl Święta polskie)
- 2010: Mała matura 1947
- 2015: Excentrycy, czyli po słonecznej stronie ulicy
- 2017: Ostatni klezmer (film dokumentalny)
- 2019: Czarny mercedes
- 2020: Excentrycy, czyli po słonecznej stronie ulicy (serial)
- 2022: Jazz Outsider (film dokumentalny o Adamie Jędrzejowskim)

## Publikacje
- 2001: Retrospektywka (wyd. Muza S.A.)[54]
- 2006: Ostatni klaps. Pamiętnik moich filmów (Wydawnictwo Autorskie)[55]
- 2006: Po sezonie (wyd. Prószyński i S-ka)[56]
- 2010: Mała matura (wyd. Marginesy)[57]
- 2011: Siedlisko (wyd. Marginesy)[58]
- 2012: Zima w Siedlisku (wyd. Marginesy)[59]
- 2013: Ekshibicjonista. Opowiadania nie tylko erotyczne (wyd. Marginesy)[60]
- 2014: Glacier Express 9.15 (wyd. Marginesy)[61]
- 2016: Czarny mercedes (wyd. Marginesy; seria: „Nadkomisarz Rafał Król”)[62]
- 2017: Lwów w starej fotografii (autor tekstu wstępnego; Wydawnictwo BoSz)[63]
- 2019: Czarny mercedes (wyd. Marginesy; seria: „Nadkomisarz Rafał Król”)[64]
- 2021: Maleńka. Opowiadania (wyd. Marginesy)[65]

W 2023 napisał wstęp do książki Jarosława Iwaszkiewicza Opowiadania filmowe (był reżyserem filmu Stracona noc na podstawie jednego z opowiadań; wyd. Marginesy). 7 grudnia 2023 w Warszawie podczas spotkania poświęconego książce wspominał okoliczności swoich spotkań z Iwaszkiewiczem.

## Nagrody i wyróżnienia
| Rok  | Film                                          | Festiwal/instytucja                                                   | Nagroda                                                                   |
| ---- | --------------------------------------------- | --------------------------------------------------------------------- | ------------------------------------------------------------------------- |
| 1960 | Rondo                                         | Festiwal Etiud PWSFTviT                                               | II Nagroda                                                                |
| 1960 | Rondo                                         | Festiwal Etiud PWSFTviT                                               | nagroda „Filmu” za reżyserię                                              |
| 1960 | Rondo                                         | Festiwal Etiud PWSFTviT                                               | nagroda Rady Naczelnej ZSP za scenariusz                                  |
| 1962 | Róża                                          | Krakowski Festiwal Filmowy                                            | III Nagroda „Brązowy Smok Wawelski” w kategorii filmów dokumentalnych     |
| 1963 | Album Fleischera                              | Krakowski Festiwal Filmowy                                            | II Nagroda „Srebrny Smok Wawelski” w kategorii filmów dokumentalnych      |
| 1963 | Album Fleischera                              | Międzynarodowy Festiwal Filmowy w Mannheim                            | Wyróżnienie                                                               |
| 1963 | Album Fleischera                              | Międzynarodowy Festiwal Filmowy w San Francisco                       | Golden Gate Award dla najlepszego reportażu o tematyce wojennej           |
| 1965 | Opus jazz                                     | Międzynarodowy Festiwal Filmowy dla Dzieci i Młodzieży w Cannes       | Wyróżnienie                                                               |
| 1965 | Pojedynek                                     | Międzynarodowy Festiwal Filmów Telewizyjnych w Buffalo                | Nagroda Główna                                                            |
| 1965 | Pojedynek                                     | Międzynarodowy Festiwal Filmowy w Cork                                | Nagroda Specjalna                                                         |
| 1965 | Pojedynek                                     | Międzynarodowy Festiwal Filmowy w Edynburgu                           | Nagroda Główna                                                            |
| 1965 | Pojedynek                                     | Międzynarodowy Festiwal Filmowy w Montrealu                           | Nagroda                                                                   |
| 1965 | Pojedynek                                     | Międzynarodowy Festiwal Filmowy w Vancouver                           | Nagroda Główna                                                            |
| 1966 | Awatar, czyli zamiana dusz                    | Komitet ds. Radia i Telewizji                                         | Nagroda Przewodniczącego Komitetu ds. Radia i Telewizji                   |
| 1966 | Awatar, czyli zamiana dusz                    | Międzynarodowy Festiwal Filmów Telewizyjnych w Monte Carlo            | Nagroda FIPRESCI                                                          |
| 1966 | Sublokator                                    | Międzynarodowy Festiwal Filmowy w Mannheim                            | Nagroda FIPRESCi                                                          |
| 1967 | Sublokator                                    | Międzynarodowy Festiwal Filmowy w Panamie                             | Nagroda za reżyserię                                                      |
| 1967 | Sublokator                                    | Międzynarodowy Festiwal Filmowy w Panamie                             | Nagroda za scenariusz                                                     |
| 1967 | Czarna suknia                                 | Międzynarodowy Festiwal Telewizyjny „Złota Praga”                     | Nagroda za reżyserię                                                      |
| 1967 | Awatar, czyli zamiana dusz                    | Międzynarodowy Festiwal Filmów Fantastycznych w Trieście              | Złoty Asteroid                                                            |
| 1968 | Ja gorę!                                      | Krakowski Festiwal Filmowy                                            | Brązowy Lajkonik dla najlepszego filmu w dziedzinie innych form filmowych |
| 1971 | Lokis                                         | Międzynarodowy Festiwal Filmów Fantastycznych i Grozy w Stiges        | Grand Prix                                                                |
| 1976 | Zaklęte rewiry                                | Klub Krytyki Filmowej Stowarzyszenia Dziennikarzy Polskich            | Syrenka Warszawska w kategorii filmu fabularnego                          |
| 1977 | Zaklęte rewiry                                | Międzynarodowy Festiwal Filmowy w Panamie                             | Nagroda za reżyserię                                                      |
| 1986 | C.K. Dezerterzy                               | Przedsiębiorstwo Dystrybucji Filmów                                   | Nagroda za najbardziej frekwencyjny film sezonu                           |
| 1987 | C.K. Dezerterzy                               | „Film”                                                                | Złota Kaczka za najlepszy film polski                                     |
| 1987 | C.K. Dezerterzy                               | Ministerstwo Kultury i Sztuki                                         | Nagroda Ministra Kultury i Sztuki I stopnia                               |
| 1987 | Mrzonka                                       | Festiwal Radiowo-Telewizyjny „Prix Futura”                            | Wyróżnienie za reżyserię                                                  |
| 1999 | Złoto dezerterów                              | Ogólnopolski Festiwal Filmów Komediowych w Lubomierzu                 | Srebrny Granat                                                            |
| 2010 | Mała matura 1947                              | Festiwal Polskich Filmów Fabularnych                                  | Nagroda Specjalna Jury                                                    |
| 2010 | Mała matura 1947                              | Międzynarodowy Festiwal Filmowy Regiofun w Katowicach                 | Nagroda Publiczności                                                      |
| 2011 | Mała matura 1947                              | Międzynarodowy Festiwal Filmów Historycznych i Wojskowych w Warszawie | „Srebrna Szabla” w kategorii filmu fabularnego                            |
| 2011 | Mała matura 1947                              | Prowincjonalia                                                        | Nagroda Specjalna Organizatorów                                           |
| 2015 | Excentrycy, czyli po słonecznej stronie ulicy | Festiwal Polskich Filmów Fabularnych                                  | Srebrne Lwy                                                               |
| 2016 | Excentrycy, czyli po słonecznej stronie ulicy | Festiwal Reżyserii Filmowej w Głogowie                                | Złoty Dzik                                                                |
| 2016 | Excentrycy, czyli po słonecznej stronie ulicy | Międzynarodowy Festiwal Filmów Historycznych i Wojskowych w Warszawie | Wyróżnienie w Konkursie Filmów Fabularnych                                |
| 2016 | Excentrycy, czyli po słonecznej stronie ulicy | Międzynarodowy Festiwal Filmów Historycznych i Wojskowych w Warszawie | Dyplom Fundacji ARS CREATORI                                              |
| 2017 | Excentrycy, czyli po słonecznej stronie ulicy | Seattle Polish Film Festival                                          | Nagroda Viewers Choice Award                                              |
| 2017 | Excentrycy, czyli po słonecznej stronie ulicy | Seattle Polish Film Festival                                          | III Miejsce                                                               |
| 2018 | Ostatni klezmer                               | Międzynarodowy Festiwal Filmów Historycznych i Wojskowych             | Nagroda Ewangelickiego Biskupa Wojskowego „Róża Lutra”                    |
| 2018 | Ostatni klezmer                               | Festiwal Filmów Edukacyjnych „Edukino” w Warszawie                    | Wyróżnienie w kategorii: Filmowe portrety                                 |

| Rok  | Festiwal/instytucja                                                   | Nagroda |
| ---- | --------------------------------------------------------------------- | --- |
| 2002 | Telewizja Polska                                                      | statuetka „Gwiazda Telewizji Polskiej” wręczona z okazji 50-lecia TVP „za filmy telewizyjne i spektakle Teatru Telewizji” |
| 2011 | Prowincjonalia                                                        | Nagroda Honorowa „Jańcio Wodnik” za „wysokie sklepienia jego filmowych katedr, za szerokie powidoki na wielką literaturę, za głęboki szacunek dla erudycji i wrażliwości artystycznej, za szczerość i nostalgię, które czynią zeń arystokratę kina” |
| 2011 | Aleja Gwiazd w Łodzi                                                  | Gwiazda reżysera w Alei Gwiazd |
| 2012 | Polska Akademia Filmowa                                               | Polska Nagroda Filmowa „Orzeł” za osiągnięcia życia |
| 2012 | Festiwalu Filmów Niezwykłych w Sandomierzu                            | Korona Sandomierska dla Reżysera NieZwykłego |
| 2015 | Festiwal Reżyserii Filmowej w Jeleniej Górze                          | „Kryształowy Dzik” za całokształt twórczości |
| 2016 | Festiwal Polskich Filmów Fabularnych                                  | Nagroda Specjalna „Platynowe Lwy” za całokształt twórczości |
| 2016 | Lubuskie Lato Filmowe                                                 | Diamentowe Grono |
| 2016 | Międzynarodowy Festiwal Filmów Historycznych i Wojskowych w Warszawie | „Platynowa Szabla” za całokształt artystycznej twórczości filmowej poświęconej historii i tradycjom obronnym w kategorii filmu fabularnego |
| 2016 | Festiwal GrandOFF w Warszawie                                         | Nagroda za całokształt twórczości |
| 2017 | Kołobrzeski Festiwal Filmowy „Suspense Film Festival”                 | Nagroda „Latarnik” dla „reżysera, który wykorzystując reguły kina gatunkowego tworzy ważne artystycznie, a jednocześnie lubiane przez publiczność filmy”                                                                                            |
| 2017 | Stowarzyszenie Autorów ZAiKS                                          | Nagroda Specjalna i członkostwo honorowe ZAiKS-u |
| 2018 | Tarnowska Nagroda Filmowa                                             | Nagroda za całokształt i wkład w polską kinematografię |
| 2018 | Polskie Radio Program III                                             | Nagroda Specjalna „Diament Trójki” dla twórcy z wybitnym talentem; |
| 2019 | Stowarzyszenie Autorów Zdjęć Filmowych                                | Nagroda Specjalna |
| 2019 | Stowarzyszenie Filmowców Polskich                                     | Nagroda za wybitne osiągnięcia artystyczne |
| 2021 | Festiwal Reżyserii Filmowej we Wrocławiu                              | Nagroda Specjalna Prezydenta Wrocławia „Super Diament” |
| 2022 | Kino Charlie w Łodzi                                                  | „Złoty Glan” za całokształt twórczości |

## Ordery i odznaczenia

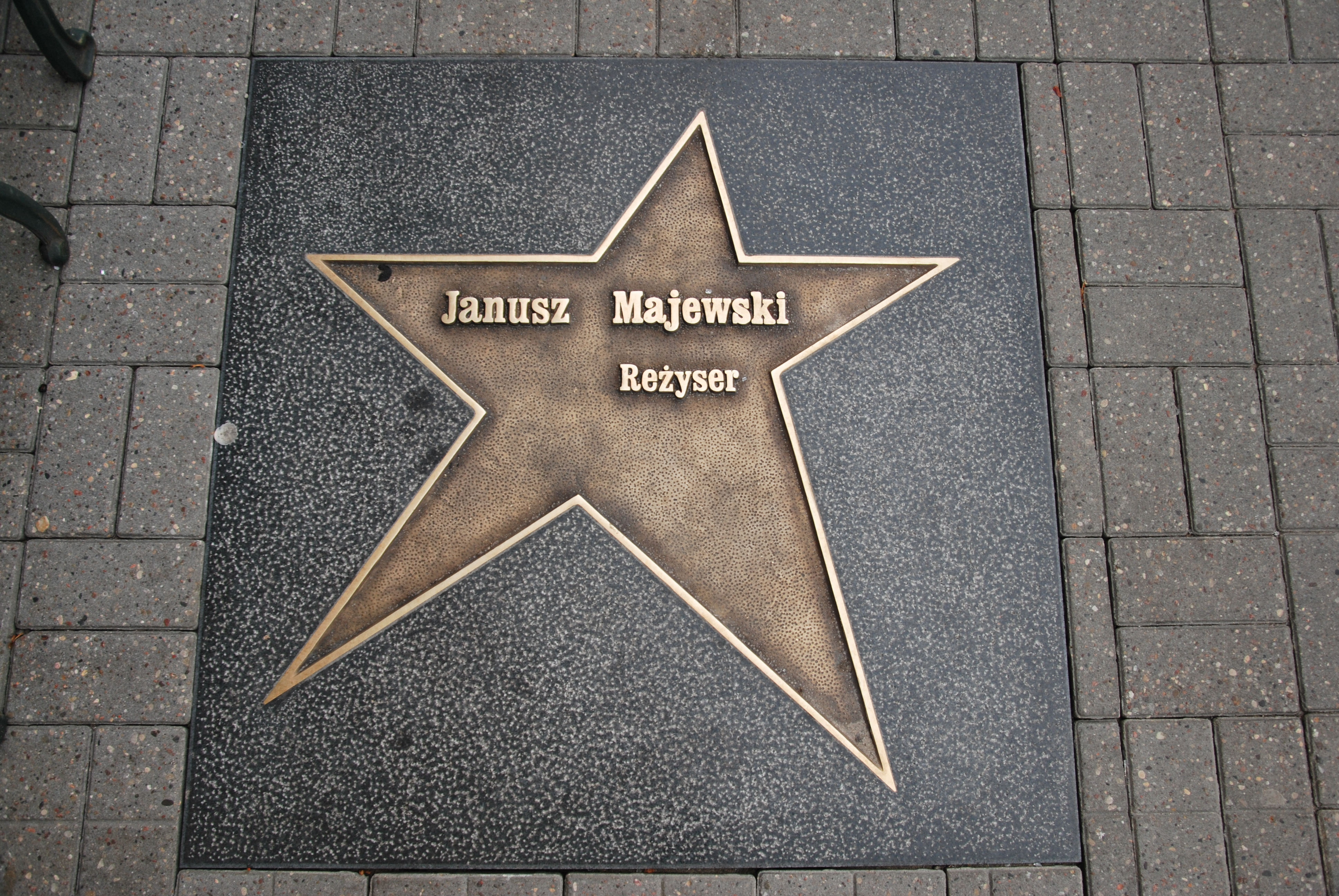
Gwiazda Janusza Majewskiego w łódzkiej Alei Gwiazd

- Krzyż Komandorski Orderu Odrodzenia Polski (2013)[70]
- Krzyż Oficerski Orderu Odrodzenia Polski (2001)[71]
- Krzyż Kawalerski Orderu Odrodzenia Polski (1980)
- Medal 40-lecia Polski Ludowej (1984)[72]
- Złoty Medal „Zasłużony Kulturze Gloria Artis” (2009)[28]
- Odznaka „Zasłużony Działacz Kultury” (1980)
- Medal ZAiKS-u (1998)[69]
- Honorowa Odznaka ZAiKS-u (1993)[69]
- Złota Odznaka „Za Pracę Społeczną dla Miasta Krakowa” (1980)

Źródło:.